# 와이드 XGA
| 해상도   | 쓰이는 곳    | 가로세로비   |
| -------- | ------------ | ------------ |
| 1280×768 | 모니터       | 16:9.6 (5:3) |
| 1280×800 | 모니터       | 16:10 (8:5)  |
| 1360×768 | LCD 텔레비전 | 16:9 (대략)  |
| 1366×768 | LCD 텔레비전 | 16:9 (대략)  |

와이드 XGA (WXGA)는 비표준 해상도의 모임으로 XGA 디스플레이 표준을 와이드스크린 가로세로비에 맞춰 변경시킨 것이다. WXGA는 일반적으로 16:9 가로세로비의 1366×768의 해상도를 일컫는다. 2006년에 LCD 텔레비전과 HD 레디 플라즈마에서 가장 많이 쓰이는 해상도로 자리잡았다.
다른 해상도들은 WGA라고 이름 붙기도 한다. 아래의 것들은 그러한 이름이 붙는 가장 일반적인 해상도들이다:
- 1280×720[1]
- 1280×768[2]
- 1280×800[3]
- 1360×768[4]
- 1366×768[5]

WXGA는 와이드스크린 표시를 위해 LCD TV 세트와 컴퓨터 모니터에 흔히 쓰인다. 1366×nnn (n은 숫자) 해상도는 LCD TV에 흔히 쓰이고, 1280×nnn 해상도는 노트북에 흔히 쓰인다.
1280×720은 16:9의 가로세로비의 사각형 화소를 완전하게 제공하지만 1280×768과 1280×800의 추가적인 화소는 영상을 수직으로 확장하지 않은 16:9 가로세로비를 제공하지 못한다. 1360×768과 1366×768은 16:9에 거의 근접하며, 1360×765 화소를 사용할 때 사각형이 정확하게 표시된다.
720p는 HDTV 비디오 모드에서 쓰이는 것으로 1280×720 화소를 지정하는 표준과 관련이 있다.
1440×900 해상도는 WXGA로 이름 붙는 것을 찾을 수도 있지만 정확한 이름은 실제로 WSXGA 또는 WXGA+이다.

## 비교표
| v • d • e • h | 가로 (너비) | 세로 (높이) | 메가 픽셀 | 가로세로비 | 화소 간 차이 (백분율) | 화소 간 차이 (백분율) | 화소 간 차이 (백분율) | 화소 간 차이 (백분율) | 화소 간 차이 (백분율) | 화소 간 차이 (백분율) | 화소 간 차이 (백분율) | 보통 크기 | 와이드가 아닌 버전 | 참고                                             |
| 이름          | 가로 (너비) | 세로 (높이) | 메가 픽셀 | 가로세로비 | WXGA                  | WXGA+                 | WSXGA+                | WUXGA                 | UW-UXGA               | WQHD                  | WQXGA                 | 보통 크기 | 와이드가 아닌 버전 | 참고                                             |
| ------------- | ----------- | ----------- | --------- | ---------- | --------------------- | --------------------- | --------------------- | --------------------- | --------------------- | --------------------- | --------------------- | --------- | ------------------ | ------------------------------------------------ |
| WXGA          | 1280        | 800         | 1.024     | 1.6        |                       | -21%                  | -42%                  | -56%                  | -63%                  | -72%                  | -75%                  | 15"–19"   | XGA                |                                                  |
| WSXGA / WXGA+ | 1440        | 900         | 1.296     | 1.6        | +27%                  |                       | -27%                  | -44%                  | -53%                  | -65%                  | -68%                  | 15"–19"   | XGA+               |                                                  |
| WSXGA+        | 1680        | 1050        | 1.764     | 1.6        | +72%                  | +36%                  |                       | -23%                  | -36%                  | -52%                  | -57%                  | 20"–22"   | SXGA+              |                                                  |
| WUXGA         | 1920        | 1200        | 2.304     | 1.6        | +125%                 | +78%                  | +31%                  |                       | -17%                  | -38%                  | -44%                  | 23"–28"   | UXGA               | 약간의 레터박스가 포함된 1920x1080 영상을 보여줌 |
| UW-UXGA       | 2560        | 1080        | 2.765     | 2.37       | +170%                 | +113%                 | +57%                  | +20%                  |                       | -25%                  | -32%                  | 29", 34"  | SXGA+              |                                                  |
| WQHD          | 2560        | 1440        | 3.686     | 1.778      | +260%                 | +184%                 | +109%                 | +60%                  | +33%                  |                       | -10%                  | 27"       |                    |                                                  |
| WQXGA         | 2560        | 1600        | 4.096     | 1.6        | +300%                 | +216%                 | +132%                 | +78%                  | +48%                  | +11%                  |                       | 30"+      | QXGA               | UXGA 보완                                        |

## 참고 문헌
1. ↑  “NCIX는 1280×720을 WXGA라고 함”. 2007년 10월 13일에 원본 문서에서 보존된 문서. 2007년 11월 18일에 확인함.
2. ↑  “PriceGrabber는 1280×768을 WXGA라고 함”. 2009년 10월 11일에 원본 문서에서 보존된 문서. 2007년 11월 18일에 확인함.
3. ↑  델은 1280×800을 WXGA라고 함

NCE의 WXGA도 이 해상도임
4. ↑  MerchantHound는 1360×768을 WXGA라고 함
5. ↑  “히타치는 1366×768을 WXGA라고 함” (PDF). 2007년 10월 9일에 원본 문서 (PDF)에서 보존된 문서. 2013년 5월 22일에 확인함.

## 같이 보기
- 확장 디스플레이 인증 데이터의 제한